# Estero Chanco
Estero Chanco är ett vattendrag i Chile.   Det ligger i regionen Región del Maule, i den södra delen av landet, 300 km sydväst om huvudstaden Santiago de Chile.
I omgivningarna runt Estero Chanco växer i huvudsak städsegrön lövskog. Runt Estero Chanco är det ganska glesbefolkat, med 23 invånare per kvadratkilometer.